# Anna Karina
Hanne Karin Blarke Bayer, conocida como Anna Karina (Solbjerg, 22 de septiembre de 1940-París, 14 de diciembre de 2019) fue una actriz, cantante, directora y escritora danesa naturalizada francesa, conocida por sus colaboraciones con el cineasta Jean-Luc Godard, y una de las actrices más destacadas de la corriente cinematográfica conocida como Nouvelle vague, propia del cine francés de la década de 1960.

## Biografía

### Primeros años
Su padre, capitán de barco, abandonó a su madre al poco tiempo de nacer la pequeña Hanne. Vivió hasta los cuatro años junto a sus abuelos, edad en la que comenzó a vivir en varias casas de acogida. A los ocho años se trasladó a casa de su madre, de la que intentaría fugarse varias veces durante su infancia.
A los quince años trabajaba como secretaria en elevadores de la ciudad de Copenhague. Comenzó su carrera en su país natal, donde actuó como cantante en cabarés para aficionados, también logró trabajar como modelo de publicidad y como actriz, de hecho su primer papel para la pantalla fue en La chica y los zapatos, un cortometraje promocional de Ib Schemedes.
A los 17 años se trasladó a París sola, queriendo alejarse de su país natal debido a la inestabilidad de su vida familiar y sus deseos de hacer carrera en Francia, país que había visitado en su temprana adolescencia. Comenzó con poco dinero y fue en una de sus visitas a un legendario café del Barrio Latino de París de la época, en los alrededores de la rive gauche del Sena, donde fue descubierta. Obtuvo trabajos en revistas, sobre todo Jours de France y Elle. Trabajaría en el campo de modelaje publicitario y en casas de moda de alto prestigio como Chanel, gracias a su magnética y fotográfica belleza. El nombre artístico por el que se le conoce hasta hoy día fue sugerido por la mismísima Coco Chanel, cuando Hanne modelaba para esta casa de modas. Chanel se le aproximó un día para preguntarle que si era cierto que quería ser actriz. Sin saber con quién estaba hablando, la joven Hanne Karin dijo que sí; Gabrielle Coco Chanel le preguntó, «¿Cómo te llamas?» Al escuchar la respuesta, Coco Chanel le sugirió el nombre artístico Anna Karina, el cual la joven consideró genial y lo adoptó de ahí en adelante.
Su primera aparición en una película, aunque no autorizada, fue en On the Passage of a Few Persons Through a Rather Brief Unity of Time, dirigida por el situacionista Guy Debord, en la que aparece un anuncio que Anna realizó para una marca de jabón. La imagen estaba acompañada de la voz de Debord diciendo: «Los anuncios durante las interrupciones [de una película] son el verdadero reflejo de una interrupción de la vida».

### Carrera como actriz
En 1959 conoció a Jean-Luc Godard, quien después de ver su imagen en el mencionado anuncio, le ofreció interpretar un personaje importante en su primera película Al final de la escapada, papel que rechazó por incluir escenas de desnudo. Ante su negativa, Godard decidió prescindir de este personaje en su película.
Esto no impidió que Anna aceptara el papel protagonista en el siguiente filme del director, El soldadito. En ese momento, Anna era menor de edad y no podía trabajar sin la autorización de su madre, a quien Godard trajo en avión desde Copenhague para la firma. El filme fue censurado en Francia porque mostraba tortura de parte de ambos lados durante la guerra de Independencia de Argelia. En 1961 contrajeron matrimonio durante el rodaje de su segunda película conjunta, titulada Una mujer es una mujer. Su interpretación en esta película le valió el premio a la mejor actriz en el Festival de Berlín. 
A partir de ese momento Anna fue la musa de muchos de los siguientes proyectos del realizador, que se convirtieron en los más recordados en la carrera de ambos, incluyendo títulos como Vivir su vida, Banda aparte, Pierrot el loco, Lemmy contra Alphaville y Made in U.S.A.. Sus colaboraciones con Godard terminaron poco antes que su matrimonio, cuyo final tuvo lugar en 1967.
Sin embargo, su carrera no se limitó solamente a las películas de Godard, ni durante su matrimonio ni después, prueba de ello fue su actuación protagonista en Suzanne Simonin, Palma de Oro del Festival de Cannes, de otro director francés de la Nouvelle vague, Jacques Rivette; su interpretación en La religiosa de Diderot es considerada por muchos como la mejor de su carrera. Incluso antes de protagonizar película ninguna con Godard, Anna Karina fue la protagonista de Ce soir ou jamais del director francés Michel Deville. También trabajó con Luchino Visconti en El extranjero junto a Marcello Mastroianni, durante el mismo año, 1967. Otros filmes destacados en los que actuó fueron Justine de George Cukor, Laughter in the Dark de Tony Richardson, Après La Répétition de Ingmar Bergman o Chinese Roulette de Rainer Werner Fassbinder, 1973. Trabajó en El mago en 1967, adaptación cinematográfica de la novela de John Fowles publicada dos años antes en 1965, realizada por el director Guy Green, al lado de estrellas como Michael Caine y Anthony Quinn. Trabajó con directores como Jean Aurel, en adaptaciones de libros de Stendhal como Del amor y Lamiel, y colaboró con el cineasta André Delvaux en los años 1970 y 1980, por ejemplo en la película de 1987 franco-belga L'ouvre au noir. Volvió a trabajar con Jacques Rivette en Alto.Bajo.Frágil en 1995.
Se mantuvo muy activa desde sus inicios a principios de la década de los 60 hasta que en la década de los 80 el número de papeles que realizaba por año disminuiría, años en los cuales comenzaba otras facetas de su vida artística, como la de directora, como la de escritora de ficción. Sobre su carrera se puede decir que además de su gran legado como una de las estrellas más importante del cine-arte de la Nouvelle vague, trabajó en cine experimental, televisión, musicales, cine de bajo presupuesto, papeles de importancia y también cameos en Hollywood, por ejemplo tanto La verdad sobre Charlie de 2000, donde se interpreta a sí misma en una versión de la película Charade, protagonizada por Audrey Hepburn en 1963. Su carrera, se puede decir, que ha sido siempre y sigue siendo de enfoque internacional, puesto que a lo largo de cinco décadas ha participado en películas europeas de Italia y Alemania, en Hungría y también su Dinamarca natal en el largometraje El hombre que quería ser culpable del director Ole Roos, así también como en el Reino Unido, Estados Unidos y Canadá. Sus interpretaciones se han desarrollado en diferentes continentes, como por ejemplo en el Norte de África El último verano en Tánger, película del cineasta Alexandre Arcady o bien El extranjero, adaptación de Luchino Visconti de la obra literaria de Albert Camus, o en Grecia.
En 1973 fundó su propia productora cinematográfica llamada Raska, en la que realizó su debut como directora, Vivre ensemble, película en la que también trabajaría como actriz. Como directora también rodó Les oeufs brouillés y Victoria (2008), una película filmada en Quebec, Canadá, en colaboración con el actor y cantante Philippe Katerine con el que también lanzó una producción que recupera su repertorio de canciones que hizo para el cine, esta vez en versiones nuevas.
En sus últimos años hizo apariciones en festivales de cine, por ejemplo el Festival de Cine de Brasilia en 2012. Anna Karina hablaba francés, inglés, alemán, italiano y su natal danés, y actuó en todos estos idiomas a lo largo de su carrera.

### Carrera como cantante
Aunque su carrera musical no fue prolífica, Anna Karina también ha destacado como cantante. Interpretó canciones en la comedia musical de Jean-Luc Godard Una mujer es una mujer, al igual que en otro film del mismo director, Pierrot el loco, donde hizo su primera interpretación de «Jamais je ne t'ai dit que je t'aimerais toujours» y de «Ma ligne de chance». En 1967 obtuvo un notable éxito con la comedia musical, ahora en un clásico de cultura pop en el país galo, Anna, musical realizado para la televisión francesa por el director Pierre Koralnik. Las canciones del musical incluyen «Sous le soleil, exactémment», «Roller Girl», «Un jour comme un autre» y «Ne dis rien», incluidas en su primer LP titulado simplemente Anna. Este disco fue compuesto y producido por Serge Gainsbourg, con el que interpretó a dúo varias canciones, lo cual era habitual en las producciones del músico francés. En el musical Anna también cantan Gainsbourg, Jean-Claude Brialy y Marianne Faithfull apareció interpretando en una fiesta la canción de Gainsbourg «Hier ou demain». El musical Anna fue llevado al teatro en 2014. En 1964, grabó la canción «La vie est magnifique» para la producción francoespañola del largometraje Le voleur de Tibidabo, su título en España La vida es magnífica, rodada en Barcelona al lado del actor y director Maurice Ronet.
En 2000 el también cantante y compositor Philippe Katerine produjo y compuso para Anna el disco Une histoire d'amour, que fue acompañado de una gira de conciertos. En 2005 grabó Chansons de films, una antología de canciones de películas.
Anna Karina también escribió cuatro novelas: Vivre ensemble (1973); Golden City (1983); On n'achète pas le soleil (1988) y Jusqu'au bout du hasard (1998) e hizo frecuentes apariciones en televisión.

## Filmografía
- 1959: Pigen og skoene (cortometraje), de Ib Schmedes.
- 1960: Petit-jour (cortometraje) de Jackie Pierre. (Ella misma).
- 1960: Présentation ou Charlotte et son steak (cortometraje) de Éric Rohmer. (Voz de Clara).
- 1961: Les fiancés du Pont Mac Donald ou (Méfiez-vous des lunettes noires) (cortometraje) de Agnès Varda. (Anna).
- 1960: El soldadito de Jean-Luc Godard, con Michel Subor. (Veronica Dreyer.)
- 1961: Una mujer es una mujer de Jean-Luc Godard, con Jean-Claude Brialy y Jean-Paul Belmondo. (Angela Récamier)
- 1961: Ce soir ou jamais de Michel Deville.
- 1961: Cleo de 5 a 7 de Agnès Varda.
- 1962: She'll Have to Go de Robert Asher.
- 1962: Le soleil dans l'oeil de Jacques Bourdon.
- 1962: Vivir su vida de Jean-Luc Godard. (Nana Kleinfrankenheim.)
- 1962: Las cuatro verdades de Alessandro Blasetti, Hervé Bromberger, Suso Cecchi d'Amico, René Clair y Frédéric Grendel.
- 1963: Shéhérazade de Pierre Gaspard-Huit.
- 1963: Dragées au poivre de Jacques Baratier
- 1963: Le voleur de Tibidabo (La vida es magnífica) de Maurice Ronet.
- 1964: Les fables de La Fontaine (serie de televisión de 1964).
- 1964: Banda aparte de Jean-Luc Godard con Claude Brasseur y Sami Frey. (Odile Monod).
- 1964: La ronde (Juegos de amor a la francesa) de Roger Vadim. (Rose).
- 1964: De l'amour de Jean Aurel.
- 1965: Lemmy contra Alphaville de Jean-Luc Godard. (Natacha von Braun).
- 1965: Un mari à prix fixe de Claude de Givray.
- 1965: Le soldatesse de Valerio Zurlini. (Elenitza.)
- 1965: Pierrot el loco de Jean-Luc Godard con Jean-Paul Belmondo. (Marianne Rénoir).
- 1965: Carl Th. Dreyer. Un cineasta de nuestro tiempo de Éric Rohmer. (Narradora.)
- 1966: Yo, espía. (I Spy. Episodio: «A Gift From Alexander»). Serie de televisión estadounidense.
- 1966: La religiosa (Suzanne Simonin) de Jacques Rivette. (Suzanne Simonin, la hermana Sainte-Suzanne).
- 1967: Made in USA de Jean-Luc Godard. (Paula Nelson.)
- 1967: Anna (1967), película para la televisión de Pierre Koralnik con Jean-Claude Brialy, Marianne Faithfull, Serge Gainsbourg. ("Anna").
- 1967: Una intrusa en la marina (Zärtliche Haie) de Michelle Deville.
- 1967: El oficio más viejo del mundo de Claude Autant-Lara, Claudio Bolognini, Philippe de Broca, Jean-Luc Godard, Franco Indovina y Michel Pfleghar.
- 1967: Lamiel  de Jean Aurel.
- 1967: El extranjero (Lo straniero) de Luchino Visconti con Marcello Mastroianni. ("Marie").
- 1968: The Magus de Guy Green con Michael Caine y Anthony Quinn.
- 1969: Before Winter Comes (Cadenas de libertad) de J. Lee Thompson.
- 1969: El rebelde (Michael Kholhaas - Der Rebell) de Volker Schlöndorff.
- 1969: Laughter in the Dark de Tony Richardson.
- 1969: Justine de George Cukor. ("Melissa".)
- 1970: Le temps de mourir de André Farwagi. ("La chica").
- 1971: L'alliance de Christian de Chalonge.
- 1971: Rendez-vous à Bray de André Delvaux.
- 1971: Z Cars (Episodio: «Who Were You With? : Part 2 », episodio 31 de la séptima temporada). Serie de televisión británica.
- 1971: Carlos (telefilm de 1971) de Hans W. Geissendörfer.
- 1972: El contacto de Salzburgo de Lee H. Katzin.
- 1973: Vivre ensemble, dirección de ella misma.
- 1973: Pane e cioccolata (Aventuras y desaventuras de un italiano emigrado) de Franco Bursati con Nino Manfredi ("Elena").
- 1974: L'invenzione di Morel de Emidio Greco.
- 1976: L'assassin musicien de Benoît Jacquot.
- 1976: Les oeufs brouillés, dirección de ella misma.
- 1976: Le voyage à l'étranger de Philippe Ducrest.
- 1976: Cinéma 16: La vie en pièces de Daniel Moosmann.
- 1976: Chinesisches Roulette de Rainer Werner Fassbinder. ("Irène Cartis").
- 1977: Dossier: Danger Inmédiat (Episodio: «L'affaire Martine Desclos»). Serie de televisión francesa.
- 1978: Ausgerechnet Bananen (Monkey Business) de Ulli Lommel. ("Natascha").
- 1978: Madame le juge (Episodio: «Monsieur Bais»). Serie de televisión francesa.
- 1978: Chausette surprise de Jean-François Dhabi.
- 1978: Olyan mint otthom de Márta Mészáros.
- 1979: L'éblouissement (película para la televisión) de Jean-Paul Carrère.
- 1979: Historien om en moder (La historia de una madre) de Claus Weeke.
- 1980: Charlotte, dis à ta mère que je l'aime de Aly Borgini.
- 1980: Also es war so de Karin Thome.
- 1981: Chambre 17 de Philippe Ducrest.
- 1982: Regina Roma de Jean-Yves Prate.
- 1983: L'Ami de Vincent de Pierre Granier-Deferre.
- 1984: Ave María de Jacques Richard.
- 1985: La isla del tesoro de Raoul Ruiz.
- 1986: Blockhaus USA (cortometraje) de Christian Le Hémonet.
- 1986: La dame des dunes de Joyce Buñuel.
- 1987: Last Song de Dennis Berry.
- 1987: Le dernier été à Tangers de Alexandre Arcady.
- 1987: Cayenne Palace de Alain Maline. (Lola).
- 1988: L'ouvre au noir de André Delvaux. (Cathérine).
- 1989: Moravagine (telefim) de Philippe Pilard.
- 1990: Manden der ville vaere skyldig. (El hombre que quería ser culpable) de Ole Roos.
- 1995: Haut. Bas, fragile (Alto. Bajo, frágil) de Jacques Rivette.
- 1996: Chloé (telefilm) de Dennis Berry.
- 2000: Une histoire de K (cortometraje) de Nicolas Ruffault.
- 2001: Nom de code : Sacha, mediometraje de Thierry Jousse con Philippe Katerine y Margot Abascal.
- 2002: La verdad sobre Charlie (The Truth About Charlie) de Jonathan Demme.
- 2003: Moi, César, 10 ans 1/2, 1m39 de Richard Berry.
- 2008: Victoria, dirección de ella misma.

## Premios y distinciones
Festival Internacional de Cine de Berlín
| Año  | Categoría                      | Película               | Resultado |
| ---- | ------------------------------ | ---------------------- | --------- |
| 1961 | Oso de Plata a la mejor actriz | Una mujer es una mujer | Ganadora  |

## Discografía
- 1967: Anna con Serge Gainsbourg
- 2000: Une histoire d'amour, compuesto por Philippe Katerine